# 雅勝
雅勝（まさかつ）は、日本の津軽三味線奏者、作曲家。12月18日生まれ。

## 略歴
千葉県浦安市出身。幼少より秋田出身の祖父の民謡を聞いて育つ。10代の頃から作曲を始め、22歳から津軽三味線、民謡を始める。
東京で手ほどきを受けた後大阪に渡り、民謡酒場ことぶき(現在は閉店)にて4年間、津軽三味線奏者の内田實に師事する。その後、活動の拠点を東京に移し津軽三味線の大家、福士豊秋に師事。青森の日本一決定戦や東京、大阪大会など数々のコンクールで賞を受賞し頭角を現す。
その後、ソリストとして活動を始める中、2008年にソロプロジェクト「東京最前線」を始動。津軽三味線を主体とした洋楽器とのバンドを結成し、活動を始める。
また同時期、ヴァイオリンの竜馬、篠笛の翠、邦楽打楽器のZINと共に竜馬四重奏を結成。都内を中心とし、全国各地、海外などでコンサート活動を行う。
アメリカ、スペイン、ロシア、モンゴル、中国、台湾、ケニア、マラウィなど海外公演の他、指導者として、2008年より台湾にて海外初の津軽三味線教室を構え、雅三絃会を結成。代表を務める。
2014年、世界三大音楽院のひとつであるロシアのモスクワ音楽院にて津軽三味線として初の三味線一本だけのソロリサイタル「津軽の鼓動」を成功させている。
2018年、創作和楽器、小型三味線「シャミコ」のアンバサダーを努める。
三味線一丁ライブ「津軽の鼓動」を東京、横浜、愛知、大阪、福岡、鳥取で開催。

## 人物
大のビートルズのファンで、10代の頃に衝撃を受け作曲法、コードの使い方、アレンジに影響を受けたと言われている。音楽的にはポール・マッカートニー、アーティストとしてジョン・レノンをリスペクトしている。
10代の終わり頃から2年間、日本全国を放浪していた時期があり、特に沖縄音楽に影響され三味線を始めるきっかけになったと言っている。
幼少の頃、祖父の民謡は聴いていたが好きにはなれず、沖縄で民謡を生活の中で歌っている人たちに衝撃を受け、そこからルーツを見直すことを考えたことをきっかけに三味線を始めた。
沖縄で半年間、さとうきび畑農家で働きその後、北海道で鮭の加工工場で働き、愛媛のみかん農家で働き、一年間旅をしながら三味線を買うための資金を貯めていた。
趣味はフットサル、サッカー観戦、特にFCバルセロナ、ガンバ大阪の大のファンであると公言している。
格闘技、ボクシングの大ファンでボクシングジムに通っている。

## 参加ユニット
- 東京最前線
  - 三味線の雅勝を中心に2008年結成。当時は三味線にギター、ベース、ドラムと言う編成だったがメンバーチェンジを経て、現在は三味線、和太鼓、ピアノ、ベースの4人で活動している。ほとんどの楽曲を雅勝が作曲し、プロデュースまで手掛ける。
- 竜馬四重奏
  - ヴァイオリンの竜馬、篠笛の翠、邦楽打楽器のZinと共に2008年より始動。日本の音楽を世界へ発信すべく、国内外で演奏活動を行っている。
- HALE to KE（ハレとケ）
  - リズムTAPのRON×II、ピアノのMon design net、二胡の寺岡拓士とともに奏でる新世代のオリエンタルミュージック。

## ディスコグラフィー
- 東京最前線
  - 1st アルバム「Asian Supernova」
  - 2ndアルバム「国境線上の鳥」
- HALE to KE
  - 「白盤」「黒盤」（雅勝作曲：「ファムレウタ」「風に願いを」収録）
  - 「新世界の鼓動」「虹の飛翼」リリース
- 竜馬四重奏　
  - インディーズ
    - 1st アルバム「守るべきもの」
    - 2ndアルバム「維新」（雅勝作曲：「EVERGREEN」収録）

  - メジャー
    - 1st アルバム「Neo Zipang」（雅勝作曲：「Esperanza」、「疾風迅雷」（片岡愛之助の歴史捜査テーマ）、「ハルカカナタ」、「未来飛航」収録）
    - 2nd アルバム「SAMURIZE」（雅勝作曲：「Rising Sun」「彩雪」収録）
    - 3rd アルバム「connecting」　(雅勝作曲：「Viva Nippon」「HANABI」（墨田区千客万来テーマ曲）
    - 4th アルバム「４」（雅勝作曲：「SAMURAI」「京都Express」
- 雅勝
  - 1stアルバム「雅流〜Garyu〜」
  - 2ndアルバム「雅-Miyabi-」